# Associazione Internazionale di Archeologia Classica
Die Associazione Internazionale di Archeologia Classica (englisch: International Association for Classical Archaeology) ist eine 1945 in Rom gegründete Vereinigung, die dem internationalen wissenschaftlichen Austausch im Bereich Klassische Archäologie dient. Die von ihr wahrgenommenen Aufgaben sind nicht auf Italien oder die Archäologie Italiens beschränkt. Vielmehr dient sie dem umfassenden Informationsaustausch über alle Forschungen und Entdeckungen, die durch das Fachgebiet der Klassischen Archäologie abgedeckt werden.

## Geschichte
Mit ihrer Gründung unmittelbar nach Ende des Zweiten Weltkriegs sollte für die zahlreichen ausländischen Wissenschaftler, die den Krieg in Rom verbrachten oder nach Kriegsende im Gefolge der alliierten Truppen nach Italien kamen, eine zentrale Anlaufstelle entstehen. Bereits Ende 1944 wurden Vorbereitungen zur Gründung der Einrichtung getroffen, an denen italienische, US-amerikanische, englische, Schweizer und schwedische Archäologen beteiligt waren. Am 18. Dezember 1944 wurde Erik Sjöqvist, damals Direktor des Svenska Institutet i Rom, des schwedischen Instituts in Rom, zum ersten Präsidenten der Vereinigung gewählt. Am 5. Mai 1945 wurde die Associazione Internazionale di Archeologia Classica mit der Verabschiedung der Statuten und unter dem Mitwirken der weiteren ausländischen Institute der Niederlande, Belgiens und Rumäniens offiziell begründet.
In ihrem Selbstverständnis sollte die Vereinigung nach dem Krieg an den Idealen des 1828 gegründeten Instituto di Corrispondenza Archeologica anknüpfen. Diese erste internationale Vereinigung wurde unter der Schirmherrschaft des späteren preußischen Königs Friedrich Wilhelm IV. auf Betreiben vor allem Eduard Gerhards ins Leben gerufen und diente der Korrespondenz über Forschungen und Entdeckungen auf dem Feld der Archäologie und der Bestandsaufnahme und Publikation der Altertümer. Seine Direktion war international besetzt und garantierte so seine internationale Ausrichtung. Als diese Institution 1871 in eine Anstalt des Deutschen Reichs überführt wurde, verlor sie ihre internationale Ausrichtung und hinterließ eine Lücke, die nach dem Zweiten Weltkrieg durch die Associazione Internazionale di Archeologia Classica geschlossen werden sollte.

## Aufgaben
Zu den ersten Aufgaben, die von der Associazione wahrgenommen wurde, gehörte die Koordination und Pflege der archäologischen Bibliotheksbestände in Rom sowie die Verbreitung von Informationen aus dem Feld der Archäologie an alle interessierten Gelehrten, gleich welcher Nationalität. Als Publikationsorgan wurden die Fasti Archaeologici. Annual Bulletin of Classical Archaeology gegründet, deren erster Band 1946 erschien. 1997 wurde die Zeitschrift nach dem Erscheinen des 41. Bandes eingestellt. Mit den Fasti Online wurde sie durch eine internetbasierte Ausgabe im Jahr 2004 ersetzt.
Zwischen 1945 und 1953 übernahm die Einrichtung die Verantwortung für die Bibliothek des Deutschen Archäologischen Instituts in Rom, die auf Initiative der Unione Internazionale degli Istituti di Archeologia Storia e Storia dell'Arte in Roma durch die Alliierten nach Kriegsende zurück nach Rom gebracht wurde. Die Associazione restrukturierte die Bestände und hielt sie aktuell. 1953 wurde die Bibliothek der wiedereröffneten Abteilung Rom des Deutschen Archäologischen Instituts übergeben.
Am 4. September 1957 wurde mit Erlass des italienischen Präsidenten die Vereinigung in den Rang einer öffentlichen Körperschaft erhoben. 1958 begann sie, die Internationalen Kongresse für Klassische Archäologie zu organisieren. Zum 50-jährigen Bestehen dieser Verantwortung wurde der 17. Kongress 2008 in Rom abgehalten.
Die Associazione hat die Schirmherrschaft über wichtige internationale Projekte, etwa für das Supplementum Epigraphicum Graecum oder die Tabula Imperii Romani und leitet die Komitees für das Studium der antiken Stadt, für die Untersuchung antiker Marmorsorten und die Publikation antiker Mosaiken. Sie veranstaltet monatliche Versammlungen, die dem Austausch italienischer und ausländischer Doktoranden der Klassischen und Spätantiken Archäologie dienen und im Wechsel von den Mitgliedsinstitutionen ausgerichtet werden.

## Publikationen

### Fasti Archaeologici
Die Fasti Archaeologici. Annual Bulletin of Classical Archaeology wurden von 1946 bis 1997 als Publikationsorgan der Associazione herausgegeben. In den Fasti veröffentlichte die Associazione ihre Aktivitäten und stellte Informationen zur Klassischen Archäologie, zu Ausgrabungen, den wichtigsten Veröffentlichungen auf diesem Gebiet und Bibliographien bereit. Wichtigstes Redaktionsmitglied war Maria Floriani Squarciapino, die von 1956 bis zur Einstellung 1997 die Redaktion leitete.

### AIACNews
Die AIACNews wurden 1993 anlässlich des 24. Kongresses für Klassische Archäologie in Tarragona ins Leben gerufen. Die News erscheinen dreimal pro Jahr und umfassen Berichte über die Aktivitäten der in Rom ansässigen italienischen und ausländischen Institute. Zudem werden die Protokolle der monatlichen Treffen graduierter Archäologiestudenten beteiligter Universitätsinstitute veröffentlicht. Bisweilen werden auch bedeutende Archäologen und ihr wirken vorgestellt.

### Fasti online
Einer großzügigen Berücksichtigung der David and Lucile Packard Foundation verdankt die Associazione die Gründung der Fasti online im Jahr 2004. Hier werden in Nachfolge der Fasti Archaeologici Ergebnisse der beteiligten Länder über Ausgrabungen rückwirkend ab dem Jahr 2000 veröffentlicht.